# Íñigo de Borja y Velasco

Escudo de armas del Ducado de Gandía de los Borja o Borgia

Íñigo de Borja Aragón y Velasco (Gandía, 1575-Bruselas, 31 de octubre de 1622). Noble español de la Casa de Borja, militar, caballero de la Orden de Santiago y comendador de Membrilla en dicha orden.

## Progenie
Segundo hijo de Francisco Tomás de Borja y Centelles, VI duque de Gandía, V conde de Oliva, III marqués de Lombay, y de Juana de Velasco y Aragón, hija de Íñigo Fernández de Velasco y Tovar, V condestable de Castilla, IV duque de Frías. Hermano mayor del cardenal Gaspar de Borja y Velasco, virrey de Nápoles, arzobispo de Sevilla y presidente del Consejo de Aragón.

## Carrera militar y dignidades
En 1595 participó como soldado de la infantería española, en Flandes, en la guerra contra Francia.
Finalizado el conflicto, el 2 de mayo de 1598, con la Paz de Vervins, pasó a Milán, entonces gobernada por su tío materno, Juan Fernández de Velasco, Condestable de Castilla, el cual lo nombró capitán de caballos.
En 1600, fue nombrado Maestre de Campo y se le concedió el mando del Tercio Ordinario del Estado de Milán o Tercio de Lombardía. Trasladándose, en agosto de ese mismo año, al Piamonte a fin de brindar apoyo a Carlos Manuel I de Saboya duque de Saboya, quien se encontraba nuevamente enfrentado con Francia, por la disputa del territorio del Marquesado de Saluzzo, en la denominada Guerra de Saluzzo o Saluces.
En 1603 llevó a Flandes un tercio de infantería del ejército español conformado por varias compañías experimentadas del Tercio de Lombardía y otras novatas llegadas de España.
Tras acudir en ayuda de Bolduque, en el Brabante Septentrional, entregó el tercio en Ostende, otorgándose otro mando que se encontraba vacante.
En 1606 participó en el primer asedio de Groenlo.
El 17 de junio de 1606, fue designado para ejercer la Castellanía de Amberes habiéndose posesionado el 27 del mismo mes, manteniendo además el mando del Tercio de Lombardía hasta 1622.
En 1610 fue nombrado caballero de la Orden de Santiago y comendador de Membrilla en la misma.
En 1622, es ascendido a Gran Maestre y capitán general de la artillería de Flandes, integrando el Consejo Supremo de Guerra, en sucesión de Carlos Buenaventura de Longueval, conde de Bucquoy; uno de los comandantes de las tropas del Sacro Imperio Romano Germánico durante la Guerra de los Treinta Años. Ejerciendo por escaso lapso debido a su fallecimiento.

## Defunción
Murió en Bruselas, el 31 de octubre de 1622.

## Matrimonio y descendencia
Casó con Elena de Hénín-Liétard o de Alsacia, llamada en su época Madame de Hénin, de la familia de los Condes de Hénin-Boussu, su hermano fue Maximiliano II de Hénin, conde de Bossu, bisabuelo de Thomas d'Alcase, cardenal-arzobispo de Malines. Luis de Velasco y Velasco, conde de Salazar (hijo de Luis de Velasco y Castilla) fue su suegro.
Naciendo de este matrimonio, entre otros que murieron niños:
- Gaspar de Borja y de Hénin, Caballero de Santiago, comendador de la Membrilla en la citada Orden. Murió a los veintitrés años peleando en Flandes.

- Francisco de Borja y de Hénin.

- Juana de Borja y de Hénin, condesa de Grajal y marquesa de Montealegre por sus matrimonios, primero con Juan de Vega y Menchaca, III conde de Grajal, y segundo con Luis Francisco Núñez de Guzmán, II marqués de Montealegre, Virrey de Sicilia. Sin sucesión de ninguno de ellos.

- María Teresa de Borja y de Hénin, que primero casó con Gaspar Antonio de Alvarado y Velasco, tercer conde de Villamor, sin sucesión, y luego con Fernando Miguel de Tejada y Mendoza, señor de Valdeosera y de los mayorazgos de Tejada y Mendoza, caballero de la orden de Santiago y gobernador general de las fronteras de Aragón, Cataluña y Valencia. Con una sola hija de su segundo matrimonio, de nombre: María Micaela de Tejada y de Borja, que casó con Antonio Manrique de Velasco Mendoza y Acuña, X Duque de Nájera, VIII Marqués de Cañete, IV marqués de Belmonte de la Vega Real, XII conde de Treviño, XIII conde de Valencia de Don Juan y IV conde de la Revilla.

- Ana Clara de Borja y de Hénin, que murió adolescente.